# Edipo re (Alpaerts)
Edipo re (Koning Oedipus) è una composizione del 1906 di Flor Alpaerts, da eseguire come musiche di scena per l'Edipo re di Sofocle.
È destinata ad un organico cameristico formato da flauto, celesta e quintetto d'archi.